# Mistrzostwa Europy U-17 w Piłce Nożnej Kobiet 2008
Finały Mistrzostw Europy U-17 kobiet 2008 odbyły się w Szwajcarii w dniach 20-23 maja.
Wzięły w nich udział 4 kobiece reprezentacje narodowe do lat 17, wyłonione wcześniej z eliminacji.
Były to pierwsze w historii, zorganizowane przez UEFA mistrzostwa Europy kobiet w tej kategorii wiekowej.

## Półfinały
| 20 maja 2008 | Niemcy | 1-00-0 | Dania | Centre sportif de Colovray, Nyon |
|              |        |        |       |                                  |

| 20 maja 2008 | Anglia | 1-3 (dog.)0-0, 1-1 | Francja | Centre sportif de Colovray, Nyon |
|              |        |                    |         |                                  |

## o 3 miejsce
| 23 maja 2008 | Anglia | 1-41-1 | Dania | Centre sportif de Colovray, Nyon |
|              |        |        |       |                                  |

## Finał
| 23 maja 2008 | Francja | 0-30-1 | Niemcy | Centre sportif de Colovray, Nyon |
|              |         |        |        |                                  |